# Panone
Il Panone (in dialetto bolognese orientale panón) è un dolce natalizio tipico della zona di Bologna e in particolare di Molinella (Panone di Molinella De.C.O.).
Si tratta di un prodotto da forno ricco di ingredienti, a base di cacao, canditi, cioccolata, uva sultanina. È prodotto tradizionalmente in pani quadrati o rettangolari nel periodo natalizio.
C'è un altro dolce dell'Emilia famoso nel periodo natalizio quasi alla forma di zuccotto con la variante che all'interno dell'impasto viene messo per l'appunto la zucca.